# Magazine Sapho
Le Magazine Sapho est un magazine québécois pour lesbiennes et bisexuelles fondé en 2004 par Cynthia Beaulé, il publie en tout 16 numéros de 2005 à 2012.
Le Magazine Sapho est enregistré comme organisme à but non lucratif (OBNL) le 13 avril 2005.
Il est nommé finaliste au Gala Arc-en-Ciel dans la catégorie Projet ou initiative par excellence, deux années consécutives en 2008 et 2009.

## Historique
Sa constitution est motivée par l'absence de bars et de magazines pour lesbiennes dans la région de Québec,, ceux-ci se concentrant plutôt à Montréal.  
Le nom du magazine fait référence à la poétesse grecque Sappho. 

### Contenu
Sapho Mag est un magazine à vocation culturelle d'une dizaine à vingtaine de pages, il publie des nouvelles, des chroniques culturelles et des entrevues. Il a notamment publié des entrevues avec Lesbians on Ecstasy et Sylvie Nicolas. 
Le magazine fonctionne sous un mode de rédaction bénévole, il encourage ses lectrices à lui soumettre des textes.

### Distribution
Le Magazine Sapho est tiré gratuitement à 2000 exemplaires, deux à quatre fois par année.  
Distribué dans le quartier Saint-Jean-Baptiste et la Basse-Ville de Québec, le magazine élargit sa distribution dans la grande région de Québec dès 2007, puis quelques années plus tard à Montréal. 
La formule web du magazine subsiste à la formule papier jusqu'en 2016. 